# کرستین ۸۴۲

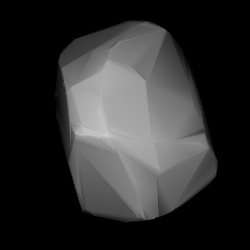
مدل سه‌بُعدی سیارک ۸۴۲ بر طبق منحنی نور آن

سیارک ۸۴۲ (به انگلیسی: 842 Kerstin، نامگذاری:1916AM) هشتصد و چهل و دومین سیارک کشف شده‌است که در ۱ اکتبر ۱۹۱۶ و در هایدلبرگ کشف شد.
قدر مطلق سیارک برابر ۱۰٫۸۰ است.